# Desai Williams
Desai Williams, född 12 juni 1959 i Basseterre, Saint Kitts och Nevis, död 10 april 2022, var en kittiskfödd kanadensisk friidrottare inom kortdistanslöpning.
Han tog OS-brons på 4 x 100 meter vid friidrottstävlingarna 1984 i Los Angeles.